# Джетере, Нурие Джелиловна
Нурие́ Джели́ловна Джетере́ (урождённая Джели́лова; 11 января 1912, Бахчисарай — 15 апреля 1991, Ташкент) — советская крымскотатарская актриса, танцовщица. Жена Сервера Джетере.

## Биография
Родилась в Бахчисарае 11 января 1912 года. Выпускница Симферопольского татарского театрально-музыкального техникума, после окончания которого, с 1925 по 1941 год, работала актрисой Крымскотатарского драматического театра. Быстро вошла в число ведущих артистов театра. Играла главные роли в таких спектаклях как «Собака на сене» Лопе де Вега (Диана), «Последние» Максима Горького (Настя), «Гамлет» Шекспира (Офелия), «Намус» Ширванзаде (Севиль), «Бахчисарайский фонтан» Раисы Беньяш (Зарема). Роль Заремы в «Бахчисарайском фонтане» (драма по одноименной поэме Пушкина) автор написала специально для Нурие Джелиловой. Как танцовщица Нурие была участницей и победительницей конкурсов в Москве и Ростове — искусство крымских татар обычно представляли три человека: Сабрие Эреджепова (вокал), скрипач-виртуоз Аппаз Меджитов и Нурие Джелилова, которая исполняла национальные танцы, среди которых «Тым-тым» и «Агъыр ава ве хайтарма». Предполагалось зарубежное турне этого коллектива, его проведению помешала Великая Отечественная война.
В 1932 году вышла замуж за крымскотатарского актёра и драматурга Сервера Джетере, от которого имела ребёнка — дочь Дженни (1938 г. р.), ныне проживающую в Торонто (Канада).
Во время оккупации Крыма в 1942—1944 годах оставалась в Симферополе. 18 мая 1944 года вместе с дочерью депортирована в посёлок Новая Ляля Свердловской области. В начале 1947 года муж добился, чтобы Нурие с дочерью разрешили уехать из мест депортации к нему в Махачкалу, но семья просуществовала недолго — три месяца. После развода Нурие Джелилова, чтобы не попасть в ссылку, переехала к родственникам, которые были депортированы в Наманган. Работала помощником режиссёра в Наманганском театре юного зрителя.
Умерла 15 апреля 1991 года. Похоронена в Ташкенте.